# Féminisme en Algérie
Le féminisme en Algérie concerne le mouvement d'émancipation des femmes en Algérie à partir du début du XXe siècle, marqué par des influences européennes, turques et égyptiennes. Dans les années 1930-1940, plusieurs associations féministes majeures voient le jour en Algérie et les élections législatives françaises de 1958 voient trois femmes de circonscriptions algériennes élues à l'Assemblée nationale française.

## Influences

### Influence française et européenne
Le féminisme européen est présent en Algérie via les journalistes et écrivaines féministes y vivant, notamment françaises. Les livres Les femmes arabes en Algérie d'Hubertine Auclert en 1900, Nos sœurs musulmanes de Marie Bugéja en 1921 et La Femme chaouia de l'Aurès de Mathéa Gaudry en 1929, témoignent de malentendus instaurés par la colonisation vis-à-vis de la condition des « musulmanes » (terme employé dans ces livres, désignant les femmes d'Algérie n'ayant pas d'origine européenne), considérée par ces trois écrivaines comme patriotique et humanitaire.

### Influence turque et égyptienne
D'autres influences féministes viennent de Turquie et d'Égypte. La laïcité mise en place par Mustafa Kemal Atatürk (côté turc) et les écrits des deux écrivaines Malak Hifni Nasif (Al-nisa'iyyat en 1909 en deux volumes) et Huda Sharawi sur le voile (côté égyptien) permettent une progression de la condition des femmes au Maghreb.

## Associations et unions

### Union franco-musulmane des femmes d'Algérie
En 1937 se crée à Alger l'Union franco-musulmane des femmes d'Algérie, avec les objectifs de proscrire le prosélytisme religieux et politique, d'instruire les femmes et de rapprocher les Européennes et les femmes dites musulmanes.

### Union des femmes algériennes
En 1943 se crée à Alger l'Union des femmes algériennes, dont le programme avoisine celui du Parti communiste algérien (égalité salariale, rapprochements Européennes-femmes dites musulmanes ...). L'Union compte comme militantes Baya Allaouchiche-Jurquet (première secrétaire), Alice Sportisse Gomez-Nadal, Lucette Laribère (rédactrice en chef du journal de l'Union) et Abassia Fodhil (secrétaire).

### Association des femmes musulmanes algériennes
En 1947 se crée l'Association des femmes musulmanes algériennes grâce à Mamia Chentouf (sa première présidente) et Nafissa Hamoud, liée au Mouvement pour le triomphe des libertés démocratiques, qui exclut les Européennes et poursuit des objectifs nationalistes via des actions sociales et culturelles.

## Dans les institutions
La mise en lumière des femmes algériennes dites musulmanes a lieu également dans les institutions françaises. À l'issue des élections législatives françaises de 1958, Nafissa Sid Cara, Kheira Bouabsa et Rebiha Khebtani sont élues à l'Assemblée nationale française.

## Après l'indépendance
Après l'indépendance, le féminisme continue avec l'Union nationale des femmes algériennes et avec d'autres associations féministes créées dans les années 1980.